# Joy Ride
Joy Ride é um filme dos Estados Unidos de 2001 dirigido por John Dahl.

## Elenco
| Ator              | Personagem                |
| ----------------- | ------------------------- |
| Steve Zahn        | Fuller Thomas             |
| Paul Walker       | Lewis Thomas              |
| Leelee Sobieski   | Venna                     |
| Jessica Bowman    | Charlotte                 |
| Ted Levine        | Rusty Nail (Parafuso) voz |
| Matthew Kimbrough | Parafuso                  |
| Stuart Stone      | Danny                     |
| Jim Beaver        | Xerife Ritter             |

## Recepção da crítica
Joy Ride teve recepção geralmente favorável por parte da crítica especializada. Com base de 31 avaliações profissionais, alcançou uma pontuação de 75% no Metacritic.